# カール・ティンマーマン
カール・ハインリヒ・ティンマーマン（Karl Heinrich Timmermann, 1922年6月19日 - 1951年10月21日）は、アメリカの軍人。第二次世界大戦最中の1945年3月7日に発生したレマーゲン・ルーデンドルフ橋を巡る戦いに参加し、その後ライン川を最初に渡った将校となった。

## 陸軍入隊まで
1922年、ヴァイマル共和国時代のフランクフルト・アム・マイン近くで生を受ける。父ジョン・ヘンリー(John Henry)は第一次世界大戦後の占領任務に携わっていたアメリカ軍人で、母は父が現地で見つけたいわゆる戦争花嫁のドイツ人であった。
父方の祖父であるアーノルド・ティンマーマン(Arnold Timmermann)はドイツ人で、1871年にネブラスカ州カミング郡に移住した。1881年にはアーノルドの両親や兄弟も移住している。また1876年、アーノルドはアンナ・ウォートマン(Anna Wortman)と結婚している。
1876年7月28日に生まれたジョン・ヘンリーは1919年4月9日にアメリカ陸軍へ入隊し、占領任務の為にドイツへ派遣された。1921年、ヘンリーはドイツ人のマリア・ヴェイスベッカー(Maria Weisbecker)と出会い、交際を始める。1922年6月には息子カールが生まれる。1924年1月、一家はネブラスカに移住する。1928年8月16日、ヘンリーが陸軍を除隊する。
カールはネブラスカ州ウェストポイントガーディアン・エンジェルズ・スクール(Guardian Angels School)に通った。軍事史への興味を持った彼は2年生の夏に市民軍事教練軍団(Citizens Military Training Corps)へ参加している。1940年卒業。
ヨーロッパでの戦争の拡大に伴い米国内の反独感情が高まると、カールもまた自分がドイツ系である事に不安を抱くようになる。実際に彼の父は「臆病者」「脱走兵」などと蔑まれ、「ティンマーマン」というドイツ系の姓すら嘲笑されたという。やがてカールを含むティンマーマン家の3人兄弟は、祖国に忠誠を示し名誉を挽回するべく全員がアメリカ軍へ入隊した。

## 第二次世界大戦
1940年7月6日、カール・ティンマーマンはアメリカ陸軍への入隊を果たす。配属先は第3歩兵師団第15歩兵連隊で、最初の任地はワシントン州フォート・ルイスだった。1941年末、日本軍による真珠湾攻撃を受けて第15連隊でも戦地への派遣に備えた訓練が始まった。第3歩兵師団は第41歩兵師団と共に第9軍団を構成していた。これら2個師団は同年5月よりフォート・ハンター・リゲットに配置されており、6月の軍事演習ではジョセフ・スティルウェル少将に指揮された第7歩兵師団および第40歩兵師団と対峙している。この大規模演習は8月までオリンピック半島で行われ、第9軍団はカリフォルニア州からの増援2個師団が到着するまでタコマの防衛にあたった。
1942年10月、第3師団はバージニア州ノーフォークに移り、トーチ作戦に参加するべくモロッコへと送られた。しかしティンマーマンはその能力が高く評価されていた事もあり、米本土に残り陸軍士官候補生学校に進んだ。1943年2月16日、少尉に昇進。その後、機甲歩兵訓練の為にカンザス州のフォート・ライリーに移り、第9機甲師団第27機甲歩兵大隊A中隊の小隊長に任命された。
その後、彼は休暇を与えられており、この頃にラヴェラ・メイヤー(LaVera Meyer)と出会った。やがて彼女と親密になったティンマーマンは手紙に指輪を同封してプロポーズを行い、彼女もこれを受け入れる旨の手紙を返した。1944年5月25日、ネブラスカ州オマハにて結婚式をあげた。
1944年8月20日、第9師団第27大隊は軍隊輸送船として徴用されていたクイーン・メリー号によりスコットランドへと送られた。9月28日、第9師団はフランスに到着する。戦闘未経験部隊はベルギー・アルデンヌ地区に配置された。1944年12月、ティンマーマンは工兵となっていた弟フリッツと再会している。
1944年12月16日、ドイツ軍はアルデンヌ攻勢（バルジの戦い）として知られる大攻勢を発動した。ティンマーマンは小隊を率いてザンクト・フィート周辺での激戦に参加する。その最中にティンマーマンは砲弾片を受けて腕を負傷するも、戦闘が収まるまで部隊にとどまり戦い続けた。ドイツ側は米第9師団が壊滅した旨を2度発表しているが、以後もティンマーマンを含む第9師団将兵は戦闘を続けていた。その為、第9師団は「亡霊師団」(Phantom Division)なる愛称を与えられることになる。
1945年2月末、第9師団は英陸軍のバーナード・モントゴメリー元帥が展開した攻撃の南側側面を支援した。2月28日、ティンマーマンの娘ゲイ・ダイアンが生を受けているが、彼がこれを知るのは2週間後になってからである。3月6日、A中隊長が戦闘中に負傷し、ティンマーマンはレナード・エンゲマン中佐(Leonard Engeman)によって後任者に任命される。またこの際、A中隊がライン川攻撃における前衛部隊を務める旨も聞かされたという。

### レマーゲン鉄橋の戦い
1945年3月7日13時40分、レマーゲンに対するアメリカ軍の大攻勢が始まった。しかし、ドイツ軍守備隊がレマーゲン鉄橋（ルーデンドルフ橋）に大量の爆薬を設置していた為、アメリカ軍は橋の西側での停止を余儀なくされた。15時00分、アメリカ軍側では橋がドイツ軍に爆破されるまで待機することを決定するが、その後も爆破は行われなかった。実際にはドイツ軍側でも複数回起爆を試みていたが配線不良から失敗しており、戦火の中で修理を試みていたのである。その後、アメリカ軍では橋の制圧命令が改めて下された。
15時30分頃、ティンマーマン少尉はA中隊に対して橋の確保および維持を命令する。彼は援護と東側のドイツ軍陣地への警戒の為に中隊の半分を後方に残し、彼自身が率いるもう半数が橋の上に展開した。中隊員らはドイツ軍陣地から機関銃による銃撃を受けつつ、橋梁を渡って起爆装置の配線を切り、可能な限りの爆薬の除去を試みた。
我々は橋を渡ろうと走り……私は少尉を見つけた。機関銃の銃火は激しさを増していたが、彼は何にも隠れず身を晒してそこに立っていた。彼はコードを切断し、ドイツ軍の爆薬を橋から蹴り落としたのだ！
15時40分、ティンマーマンらが橋の中間地点に差し掛かる頃、ドイツ軍守備隊の指揮官ハンス・シェーラー少佐(Hans Scheller)が橋の東半分に残っていた爆薬を起爆した。しかし、橋はやや跳ね上がり歪んだものの、かろうじて倒壊を免れた。ティンマーマンらは爆薬の除去を続け、残っていた中隊の半数が反撃に乗り出した。その後、まもなくして米軍工兵隊が到着し、爆薬の除去作業は彼らに引き継がれた。そして、中隊の全部隊がライン川を突破するべく橋を渡り始めたのである。
15時45分頃、ティンマーマンの部下である分隊長アレクサンダー・ドラビク軍曹が激しい銃火を受けながらも橋を突破した。彼はドイツ軍が爆破を試みた際に1度立ち止まったものの、全長325mの橋を一気に渡りきり、最初にライン川を渡ったアメリカ兵となった。ドラビク分隊は彼に続き、爆発で巻き上げられた粉塵や煙幕にまぎれて橋の東側を確保した。この時点までに、ドラビク分隊には1人の負傷者も戦死者も出ていなかった。
後にドラビクは次のように回想している。

我々は叫びながら橋の真ん中を走り抜けた。動き続けていれば敵も我々に弾を命中させられないであろうと思っていたので、私は一度も止まらなかった。部下は分隊縦隊(squad column)の隊形で私に続いており、被弾したものは1人もいない。それから我々はいくつかの爆弾穴に身を隠した。ただ座って他の者の到着を待った。それしか出来なかった。

16時00分頃、ティンマーマンは単独で橋の東側に移った。この時点で中隊員らは銃撃を受けつつも西側の爆弾穴での集結を図っており、工兵隊は最後の爆薬を除去していた。また、その他の歩兵部隊も前進を試みていたものの、ドイツ軍高射砲の水平射撃により阻止されていた。部下のうち腕利きの兵士数名を選んだティンマーマンは高射砲が設置されていた橋の東端側のエルペラー・レイという丘に上り、これを攻撃して無力化した。さらにドイツ軍守備隊への増援を阻止するべく、丘を超えて鉄道トンネルの反対側への攻撃を行った。その後、ティンマーマンら15名は2つの砲弾穴に隠れて増援を待った。
ティンマーマンは知らなかったが、この時点で325mの鉄道トンネルの中には300人ほどのドイツ兵といくらかの民間人が隠れており、トンネル内には弾薬や航空燃料を積載した4台の貨車が設置されていた。この民間人らはアメリカ軍による砲爆撃を逃れ避難してきた者たちであった。彼らは何度かの脱出を試みたものの失敗に終わり閉じ込められていたのである。この時点でもドイツ軍は繰り返し橋の爆破を試みていたもののすべて失敗に終わっていた。トンネル内に残った将校は最後の一兵まで戦えとの命令を受けており、将兵の多くはそれを受け入れていた。しかしトンネル開口部付近への砲撃は激しさを増しており、まもなく戦車が橋を超えてくることが予想された。そうなればトンネル内の全員が皆殺しにされうると判断され、降伏の為に2人の高射砲操作補助員が代表者としてトンネルの外へ出た 。
最初に外に出たヴィリー・フェルテン(Willi Felten)は、降伏すると叫びながら橋の方へと近づいていったが、腹部に銃撃を受けて戦死した。次にある女性から「アメリカ人と話してきて」と持ちかけられたカール・ブッシュ(Karl Busch)がこの役割に志願した。彼は学校でいくらかの英語を学んでいたほか、かつて映画俳優ルネ・デルトゲンが戦争映画で銃撃をやめさせる為に英語で「Stop Firing！」と叫んでいたのを覚えていた。ブッシュはこれを真似て「Stop Firing！」と叫びながらトンネルを出た。まもなくアメリカ側の銃撃が止み、ティンマーマンは「何故やめねばならないか」と尋ね、ブッシュは皆に投降の意思があるものの銃撃を恐れている旨を語った。ブッシュはティンマーマンと話し合い、トンネル内の状況を伝え、自らが降伏の為の通訳を務めたい旨を申し出た。トンネルに残っていた将校は依然として降伏に消極的だったものの、ブッシュを通じてティンマーマンとの交渉を重ねた末、トンネルを出てアメリカ軍に降伏した。200名ほどのドイツ兵とブッシュの母を含む100名ほどの市民が投降し、彼らはアメリカ軍によって橋の西側へと護送された。降伏が行われた時間は17時15分を少し過ぎた頃だったとされ、この日の午後に死亡したドイツ人はフェルテンただ1人のみであった。

トンネルからの撤退が交渉された後、ブッシュは驚くべき賛辞を受けた。「よくやった」と、ティンマーマンは完璧なドイツ語で言ったのだ。この「大いなる恐怖」との交渉を通じ、ブッシュは「彼はドイツ人の両親を持っていて、自分を試したのだ」と考えたという。この交渉はさらなる犠牲を回避しただけではなく、アメリカ軍がより多くの兵員や物資を川の向こうへ送ることを実現し、ブッシュは「あっという間にこの戦争を終わらせることができる」と考えた。

連合国側の記者は、この戦いと橋の確保を指して「レマーゲンの奇跡」(Miracle of Remagen)というフレーズを使った。ドワイト・D・アイゼンハワー将軍は、レマーゲン鉄橋を「その重さは金にも相当する」(worth its weight in gold)と評し、「戦争における明るい機会の1つであり、これを迅速かつ確実に掴みとったことで、今後の作戦に計り知れない効果を及ぼすだろう」と語った。ドイツ軍が何度も破壊を試み爆破を行ったにもかかわらず、確保された時点で橋は半壊しつつもその機能を維持し続け、まもなく連合軍のトラックや戦車輸送車がこの橋を渡った。確保から24時間以内に、およそ8,000人もの連合軍将兵が橋を渡ったとされる。
鉄橋の塔の1つには「足濡らさずにラインを渡る。第9機甲師団に感謝を」(Cross the Rhine with dry feet, courtesy of 9th Armd Division.)と書かれた看板が掛けられた。この看板は現在ケンタッキー州フォート・ノックス内のジョージ・パットン博物館}にてM26戦車と共に展示されている。橋の確保後、第9、第78、第99歩兵師団が橋を渡った。その後もドイツ軍は様々な手段を用いて橋の破壊を試み、またアメリカ側はこれを退け橋の補修を続けていたが、1945年3月17日に倒壊した。この頃、既にティンマーマンは前線を離れていた。

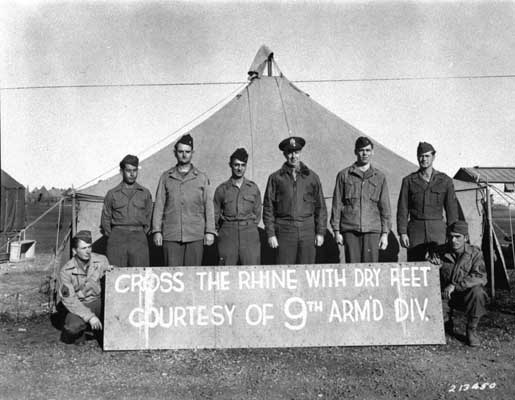
「足濡らさずにラインを渡る」の看板。
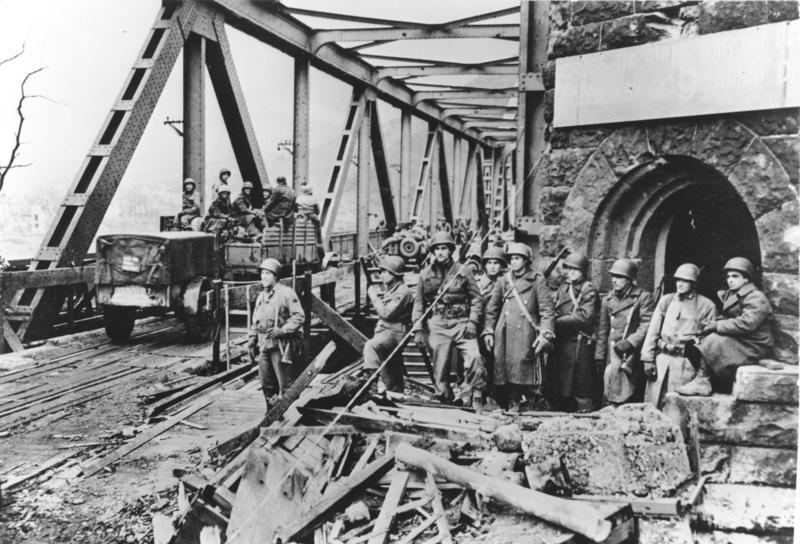
レマーゲン鉄橋（1945年3月8日 - 11日）
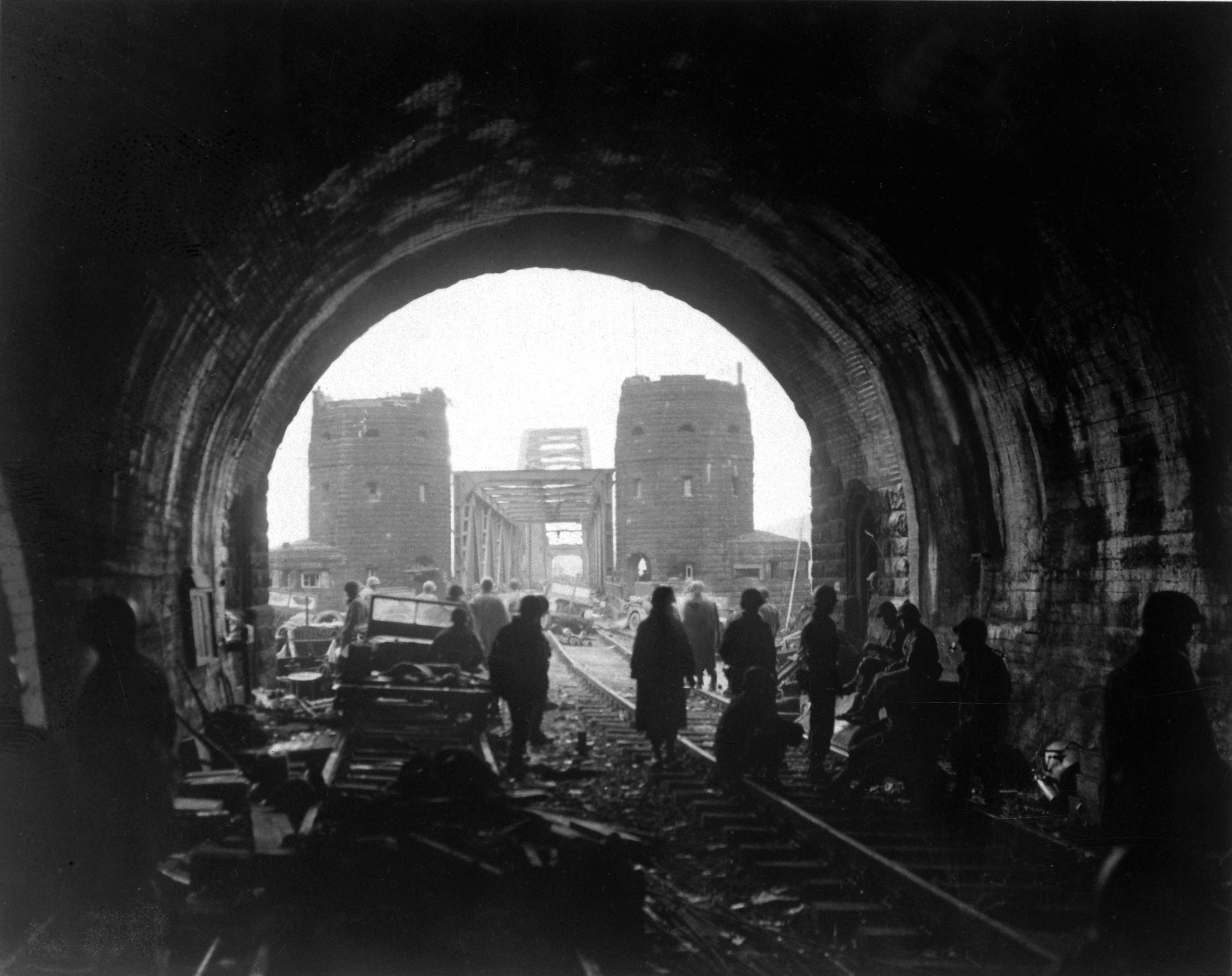
レマーゲン鉄橋東側トンネル（1945年3月11日）
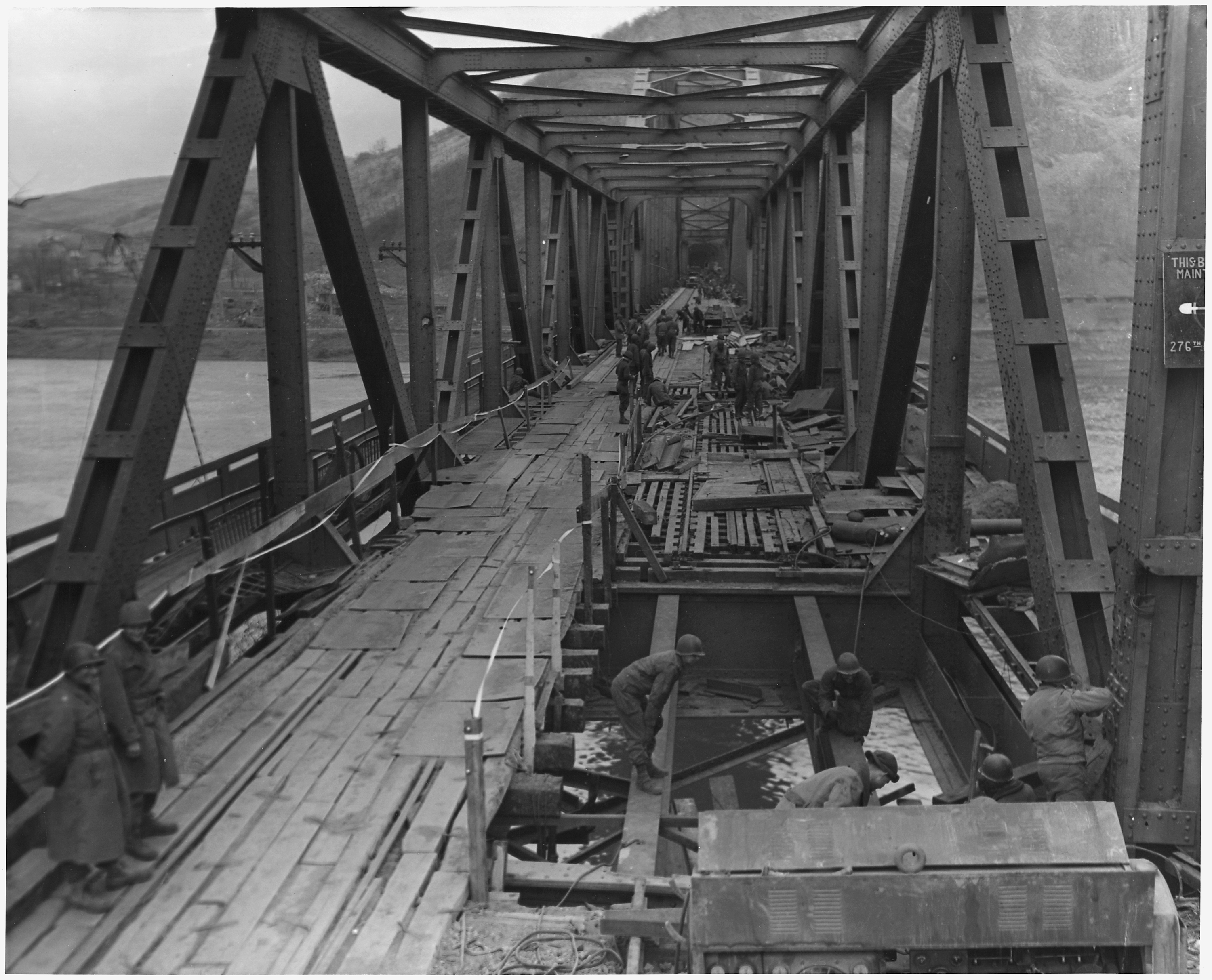
3月17日に撮影されたレマーゲン鉄橋。この4時間後に倒壊した。
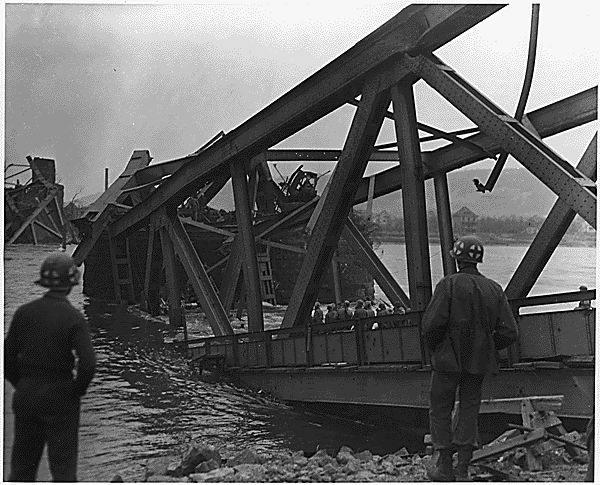
倒壊したレマーゲン鉄橋。

## 休暇と勲章
レマーゲン鉄橋の戦いの後、ティンマーマンは休暇の許可を得てフランス・パリへと向かった。そこで彼は星条旗新聞のレマーゲン鉄橋に関する記事を読み、初めて娘ゲイ・ダイアンが生まれ自分が父になっていた事を知ったのである。彼は国民的英雄として有名人になり、連合国の新聞記事ではレマーゲン鉄橋での勝利を指して「戦争における最も衝撃的な偉業の1つ」(one of the war's most electrifying feats)という表現がしばしば使われた。著名な従軍記者アーニー・パイルなどからも取材を受けている。
『オマハ・ワールドヘラルド』紙(Omaha World-Herald)では、橋での勝利をトランプゲームのブリッジと掛けて、「ネブラスカ州ウェストポイントからやってきた若き少尉は、歴史に残るブリッジのフィネスを見事に披露した。ティンマーマン少尉は彼が持っていた唯一のカード、すなわち荒削りの勇気でこれを成し遂げたのである」("[T]he young lieutenant from West Point, Nebraska, pulled off a bridge finesse that will go down in history. Lt. Timmermann led with the only card he had, raw courage.")と報じた。ティンマーマンは、この戦いがティンマーマン家の名誉を挽回したものと考えていた。
ティンマーマンとアレクサンダー・ドラビク軍曹は橋の戦いに関連し、共に殊勲十字章を受章している。また、第9機甲師団B戦闘団(Combat Command B)は橋を確保した戦功から大統領殊勲部隊章 を受章している。
ティンマーマンの殊勲十字章勲記には、次のように記されている。

## 除隊と再入隊
ティンマーマンは1945年12月12日に陸軍を退役し、ネブラスカでセールスマンとして働いた。その後、彼は陸軍へ将校としての再入隊を申請するが、当時既に将校の平時定員が満たされていた為、彼は1947年10月28日になってから技能軍曹(technical sergeant)として再入隊を果たすことになる。彼は新兵の募集担当者として働いた後、ネブラスカ州オマハの予備役将校団(officers' reserve corps)の教官を務めた。
冷戦が始まると将校の定員が見直され、ティンマーマンは1948年12月26日に中尉の階級を与えられ、フォート・オマハに駐屯する第7歩兵師団第7機械化騎兵偵察中隊(7th Mechanized Cavalry Reconnaissance Troop)に配属された。

## 朝鮮戦争

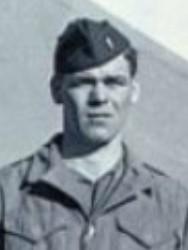
カール・ティンマーマン（1950年頃）

1950年9月、第7歩兵師団は仁川上陸作戦に参加する。彼は部隊を率いて数ヶ月間戦闘に参加したが、その後原因不明の腹痛に苦しめられ治療のために前線を離れた。診察の結果、この痛みの原因は胃腫瘍であると判断され、治療の為にコロラド州デンバー近くのフィッツシモンズ陸軍病院に後送された。
しかしその後の診察で彼に胃腫瘍はなく、実際には精巣腫瘍が原因であった事が明らかになった。
腫瘍の切除手術や様々な治療が試みられたものの効果はなく、ティンマーマンは1951年10月21日に29歳で死去した。彼は最高級の軍隊葬をもってコロラド州のフォート・ローガン国立墓地に埋葬された。デンバーの新聞では彼の死について「戦争という癌は彼の命を奪う事に2度も失敗した」(the cancer called war had failed to take his life in two tries.)という表現を用いて報じた。妻ラヴェラは「彼は癌を憎んでいました。彼自身を殺し、そして彼から軍人としての責務を奪ったからです。……彼は葬儀の前に階級章とボタン、勲章を磨いてくれと私に頼みました。胸にすべての勲章を正しく飾って欲しいと願っていました。彼は出来る限り兵隊らしくありたかったのです。」と語った。

## その後
1965年5月30日、彼が暮らしたネブラスカ州ウェストポイントにて彼の名を付けたティンマーマン公園(Timmermann Park)が作られた。1995年3月7日、このティンマーマン公園にて「ラインの英雄」たるティンマーマンを称える式典が開かれた。
ニュージャージー州フォート・ディックスには、彼の名にちなんだティンマーマン・シアター(Timmermann Theater)が設置されている。
1969年の戦争映画『レマゲン鉄橋』には、ティンマーマンをモデルとしたフィル・ハートマン少尉というキャラクターが登場し、ジョージ・シーガルがこれを演じた。また、ドラビク軍曹をモデルとしたアンジェロ軍曹はベン・ギャザラによって演じられた。映画のストーリーはおおむね史実を追っているが、戦闘シーンの追加など娯楽性を優先した脚色も加えられている。